# Dlouhá Třebová
Dlouhá Třebová település Csehországban, az Ústí nad Orlicí-i járásban. Dlouhá Třebová Přívrat, Řetová, Ústí nad Orlicí és Česká Třebová településekkel határos. Lakosainak száma 1303 fő (2024. január 1.).

## Népesség
A település lakosságának változását az alábbi diagram mutatja:
| Lakosok száma | 1484 | 1320 | 1465 | 1232 | 1122 | 1227 | 1290 | 1303 | 1329 | 1303 |
|               | 1869 | 1890 | 1921 | 1950 | 1980 | 2001 | 2017 | 2019 | 2022 | 2024 |